# Johannes Nussbaum

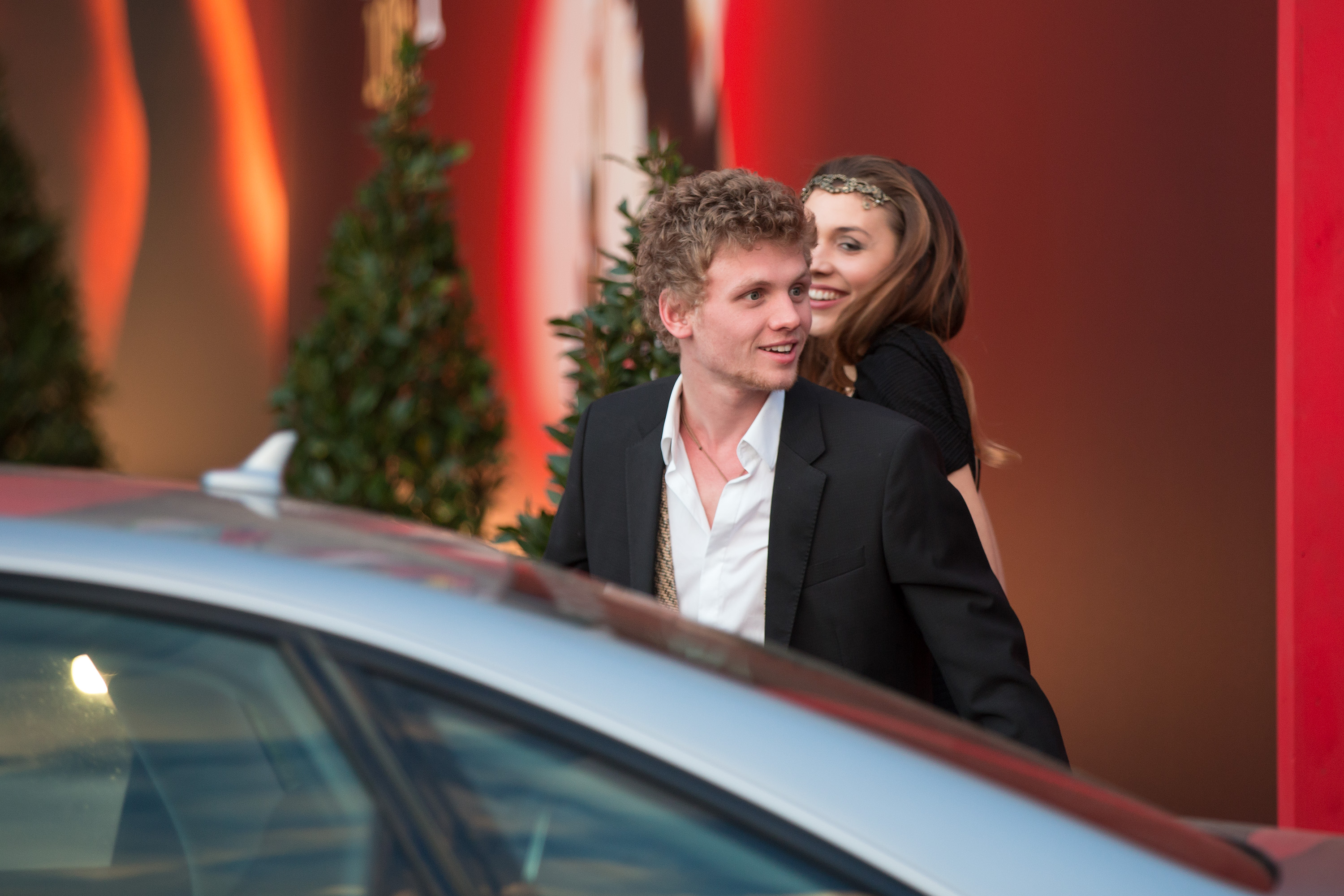
Johannes Nussbaum (Romy 2016)

Johannes Nussbaum, auch Johannes Nußbaum (* 31. Mai 1995 in Mödling, Niederösterreich), ist ein österreichischer Schauspieler.

## Leben
Nussbaum spielte bereits in der Volksschule Mödling im Schultheater mit. Auf Anregung der Betreuerin der Theater-AG bewarb sich Nussbaum bei der Wiener Agentur Eva Roth Casting, einer bekannten Agentur für die Besetzung von Kindern und Laiendarstellern. Er absolvierte erfolgreich ein Vorsprechen und Vorspielen für den 2005/2006 gedrehten und im Mai 2007 fertiggestellten Kinofilm Import Export von Ulrich Seidl, in dem er im Alter von neun Jahren, an der Seite von Maria Hofstätter und Petra Morzé, sein Filmdebüt gab. Nussbaum war unter mehreren Hundert Kindern für seine erste Filmrolle ausgewählt worden.
In der 4. Staffel der ORF-Krimiserie SOKO Donau (2008) verkörperte er in einer Episodenrolle, an der Seite von Sona MacDonald, den jüngeren Sohn einer alleinerziehenden Mutter und Bruder eines ermordeten Schülers. In dem Kinofilm Blutsbrüder teilen alles (2012), der Geschichte über die Freundschaft zweier Jungen während des Zweiten Weltkriegs, hatte er die Hauptrolle des Ferry; sein Freund und „Blutsbruder“ Alex war Lorenz Willkomm. 2012 spielte er, unter der Regie von Peter Kern, der durch Blutsbrüder teilen alles auf Nussbaum aufmerksam geworden war, die Hauptrolle in Kerns Kinofilm Diamantenfieber oder Kauf dir einen bunten Luftballon. Er verkörperte in dem Film den 15-jährigen Dieb Hansi, der nach dem Tod seiner Eltern ganz auf sich allein gestellt ist und für sich, seine vier Brüder und seine Großmutter sorgen muss. Für seine Darstellung erhielt er beim österreichischen Filmfestival Diagonale die Auszeichnung als „Bester Schauspieler“. Die Laudatio hielt Konstanze Breitebner. Die Jury hob insbesondere die „bemerkenswerte Leichtigkeit und authentische Präsenz“ seiner Darstellung hervor.
2013 legte er u. a. in den Fächern Deutsch, Englisch und Sportkunde die Matura ab. Von Herbst 2014 bis 2018 studierte er Schauspiel an der Hochschule für Schauspielkunst „Ernst Busch“ in Berlin. Während seines Studiums trat er am Deutschen Theater Berlin in Marat/Sade (Premiere: Spielzeit 2016/17) in der Regie von Stefan Pucher auf. In der Spielzeit 2017/18 gastierte er am Staatsschauspiel Dresden in der Dramatisierung des Romans Das große Heft unter der Regie von Ulrich Rasche, wofür er 2019 den Alfred-Kerr-Darstellerpreis erhielt. Im April/Mai 2018 spielte er im Wiener Theater „Bronski & Grünberg“ den Ferdinand in Kabale und Liebe.
Für seine Rolle als Fuhrmann Pauli in dem Fernsehfilm Die Hebamme erhielt er eine Nominierung für den New Faces Award. Im Wiener Tatort: Deckname Kidon (2015) hatte er eine kleine Rolle als Lagerarbeiter Max. In der 1. Staffel der Fernsehserie Schuld nach Ferdinand von Schirach (2015) war er in einer Episodenhauptrolle, in der er den 17-jährigen Internatsschüler Ben und einzigen Freund und Vertrauten des Außenseiters Henry spielte, zu sehen. In der deutschen Filmkomödie Fack ju Göhte 2 (2015) spielte er Cedric, den Anführer der Tsunamiwaisen. In dem deutsch-österreichischen Spielfilm Die Trapp Familie – Ein Leben für die Musik (2015) war er Sigi, der Jugendfreund der weiblichen Hauptfigur Agathe von Trapp.
In der österreichischen Fernsehserie Vorstadtweiber spielte er von 2015 bis 2018 in den ersten drei Staffeln die Rolle des Simon Schneider. Er verkörperte den – bei Beginn 16-jährigen – Sohn der Serienfiguren Maria und Georg Schneider. Er war außerdem der jugendliche Liebhaber und „Toyboy“ der 42-jährigen Serienfigur Waltraud Steinberg (Maria Köstlinger), der sich von ihr lieber in die Kunst der Liebe einweihen lässt, anstatt mit ihr Latein zu lernen. Nussbaum hatte mit seiner Rolle großen Erfolg beim Fernsehpublikum; seine Rolle wurde in Österreich groß beachtet. Er wurde u. a. als „Frauenliebling“, „Frauenschwarm“, „öffentlich-rechtliches Schnuckelchen“ und „Shootingstar aus Mödling“ bezeichnet.
In der österreichischen Landkrimi-Fernsehfilmreihe war er von 2018 bis 2021 in vier Filmen als Sohn des Grazer LKA-Ermittlers Sascha Bergmann (Hary Prinz) zu sehen. Seit 2022 spielt er in der historischen Netflix-Serie Die Kaiserin „schön überzogen, fast kinskihaft“ die Rolle von Erzherzog Maximilian von Österreich.
Ab der Spielzeit 2019/20 war er bis zum Ende der Spielzeit 2023/24 festes Ensemblemitglied am Residenztheater in München (Bayerisches Staatsschauspiel). Seit der Spielzeit 2024/25 ist er dort Gast.
Zu seinen Lieblingsautoren gehören Friedrich Dürrenmatt und Hunter S. Thompson. Privat hört er gerne Musik von Iron And Wine, The Tallest Man on Earth und John Butler. Nussbaum lebt in Wien und Berlin.

## Filmografie (Auswahl)
- 2007: Import Export (Kinofilm)
- 2008: SOKO Wien/SOKO Donau (Folge: Blutiger Ernst); Fernsehserie
- 2012: Diamantenfieber oder Kauf dir einen bunten Luftballon (Kinofilm)
- 2012: Blutsbrüder teilen alles (Kinofilm)
- 2014: Die Hebamme (Fernsehfilm)
- 2014: Precarious (Kurzfilm)
- 2014: Schnell ermittelt (Folge: Lukas); Fernsehserie
- 2015: Tatort: Deckname Kidon (Fernsehfilm)
- 2015: Schuld nach Ferdinand von Schirach (Folge: Die Illuminaten); Fernsehserie
- 2015–2018: Vorstadtweiber (Fernsehserie, 23 Folgen)
- 2015: Fack ju Göhte 2 (Kinofilm)
- 2015: Die Trapp Familie – Ein Leben für die Musik (Kinofilm)
- 2016: Die Hebamme II (Fernsehfilm)
- 2018: Landkrimi – Steirerkind (Fernsehreihe)
- 2018: CopStories (Folge: Alohool); Fernsehserie
- 2019: Prélude (Kinofilm)
- 2019: Ein verborgenes Leben
- 2019: Landkrimi – Steirerkreuz (Fernsehreihe)
- 2020: Landkrimi – Steirerwut (Fernsehreihe)
- 2021: Hannes
- 2021: Landkrimi – Steirertod (Fernsehreihe)
- 2021: Kaltmiete (Kurzfilm)
- seit 2022: Die Kaiserin (Fernsehserie, 6 Folgen)
- 2025: Die drei ??? und der Karpatenhund

## Theater (Auswahl)
- 2016: Deutsches Theater (Berlin): Marat/Sade von Peter Weiss. Inszenierung: Stefan Pucher
- 2018: Staatsschauspiel Dresden: Das große Heft von Ágota Kristóf (als Zwilling). Inszenierung: Ulrich Rasche
- 2018: Bronski & Grünberg-Theater Wien: Kabale und Liebe von Friedrich Schiller (als Ferdinand von Walter). Inszenierung: Calle Fuhr
- 2018: Salzburger Festspiele / Schauspiel Frankfurt: Die Perser[17] von Aischylos (als Xerxes). Inszenierung: Ulrich Rasche
- 2019: Bayerisches Staatsschauspiel: Die Verlorenen[18] (als Kevin). Von Ewald Palmetshofer (Uraufführung). Inszenierung: Nora Schlocker
- 2020: Bayerisches Staatsschauspiel: Dantons Tod von Georg Büchner (als Lacroix). Inszenierung: Sebastian Baumgarten
- 2020: Bayerisches Staatsschauspiel: Der starke Stamm[19] nach Marieluise Fleißer (als Hubert, Bitterwolfs Sohn). Inszenierung: Julia Hölscher
- 2020: Bayerisches Staatsschauspiel. Das Erdbeben in Chili[20] nach Heinrich von Kleist (Ensemble). Inszenierung: Ulrich Rasche
- 2021: Bayerisches Staatsschauspiel: Hamlet von William Shakespeare (als Hamlet). Inszenierung: Robert Borgmann
- 2021: Bayerisches Staatsschauspiel: Leonce und Lena nach Georg Büchner. Inszenierung: Thom Luz
- 2022: Bayerisches Staatsschauspiel: Werther. Ein theatralischer Leichtsinn von Johann Wolfgang von Goethe mit Texten von Karoline von Günderrode (als Werther). Inszenierung: Elsa-Sophie Jach
- 2023: Theater Viel Lärm um Nichts, München / Pasinger Fabrik: Die Geschichte mit der Lampe – Fragmente einer unendlichen Liebe[21] von Alexander Vaassen. Inszenierung: Alexander Vaassen
- 2023: Bayerisches Staatsschauspiel: James Brown trug Lockenwickler von Yasmina Reza (als Philippe). Inszenierung: Philipp Stölzl
- 2023: Bayerisches Staatsschauspiel: Jetzt oder Nie – Ein Liederabend von Florian Paul und Max Rothbart
- 2025: Bayerisches Staatsschauspiel: Sankt Falstaff (als #2 / Harri). Von Ewald Palmetshofer frei nach Shakespeares «King Henry IV» (Uraufführung). Inszenierung: Alexander Eisenach

## Auszeichnungen
- 2016: Romy in der Kategorie Bester Nachwuchsschauspieler[22]
- 2019: Alfred-Kerr-Darstellerpreis beim Berliner Theatertreffen[23]
- 2020: Nachwuchsschauspieler des Jahres in der Kritikerumfrage der Zeitschrift Theater heute für seine Darstellung in Die Verlorenen[24]
- 2022: Nominierung für den Förderpreis beim Kurt-Meisel-Preis
- 2023: Förderpreis beim Kurt-Meisel-Preis
- 2023: Bayerischer Kunstförderpreis